# Deportivo Jorge Muñoz Corea
El Club Deportivo Jorge Muñoz Corea, fue un club de fútbol de Costa Rica del Barrio Cubujuquí en Heredia. Fue fundado en 1980-81 y se desempeñó en la Tercera División de Costa Rica (Segunda División de Ascenso por CONAFA).

## Historia
El club fue formado como selección en la década de los 70 con el nombre de Club Atlético Ortho y ocupó los primeros lugares en los Torneos de Barrios y Distritos Heredianos. Sin embargo, hasta 1978 que logró un título regional y nacional de Cuarta División de Costa Rica.
En 1980 ingresa a la Segunda División B de Ascenso por COFA y es protagonista en su grupo (Región 9 Heredia).
Para el campeonato de 1981 se funda el Deportivo Jorge Munóz Corea F.C el cual, es Campeón Invicto de Tercera División por Heredia (Segunda División de Ascenso). Siendo el Señor Jorge Antonio Munóz Corea presidente de ALCOSA- Almacenes Corea, su patrocinador. 
Entre sus mayores rivales a nivel regional fueron el Deportivo San Bosco de Santa Bárbara, Deportivo España, A.D. Barrealeña, Deportivo Lagunilla, Real Deportivo Tomaseño y Barrio Jesús.
Cabe resaltar que el Club Deportivo Diablos Rojos de San Pablo indiscutiblemente fue el equipo más fuerte de la zona herediana. Pero no fue campeón en la Liga de CONAFA, sino por la Segunda División B de Ascenso por ACOFA 1981.

### Logros alcanzados
En los resultados preliminares los cubujuquenses fueron subcampeones nacionales junto a la Selección de Cañas con 3 juegos jugados, un juego ganado, uno empatado, uno perdido y 4 goles a favor en la cuadrangular final nacional 1981-82. No obstante, El Muñoz Corea es cuarto lugar por CONAFA (2.ª. División de Ascenso).
La A.D. Carmen de Cartago (Monarca Nacional), Selección de Cañas (Subcampeón Nacional), CATSA de Liberia (tercer lugar) y Club Deportivo Jorge Muñóz Corea (cuarto lugar).

### Triangular final de 3ª División de CONAFA, por la provincia de Heredia 1982
Para la eliminatoria regional de tercera división y aspirantes por Segunda División en la provincia de Heredia en 1982, los cubujuquenses quedan fuera de cualquier posibilidad, tras perder en la triangular final 4 goles por 1 frente a la A.D. Floreña. Y 2 goles a 1 ante el poderoso A.D. San Lorenzo F.C.

## Palmarés
Torneos nacionales
- Campeón Nacional de Tercera División Heredia (1): 1981
- Cuarto Lugar a Nivel Nacional por CONAFA en 1981-82